# Sulu (métro de Nanning)
Pour les articles homonymes, voir Sulu.
Sulu (chinois : 苏卢站 / pinyin : Sūlú zhàn / zhuang : Camh Suhluz) est une station de la ligne 2 du métro de Nanning. Elle est située de part et d'autre du boulevard Anji, dans le district de Xixiangtang de la ville de Nanning, en Chine.
Ouverte le 28 décembre 2017, elle comprend quatre entrées et une seule plateforme.

## Situation sur le réseau

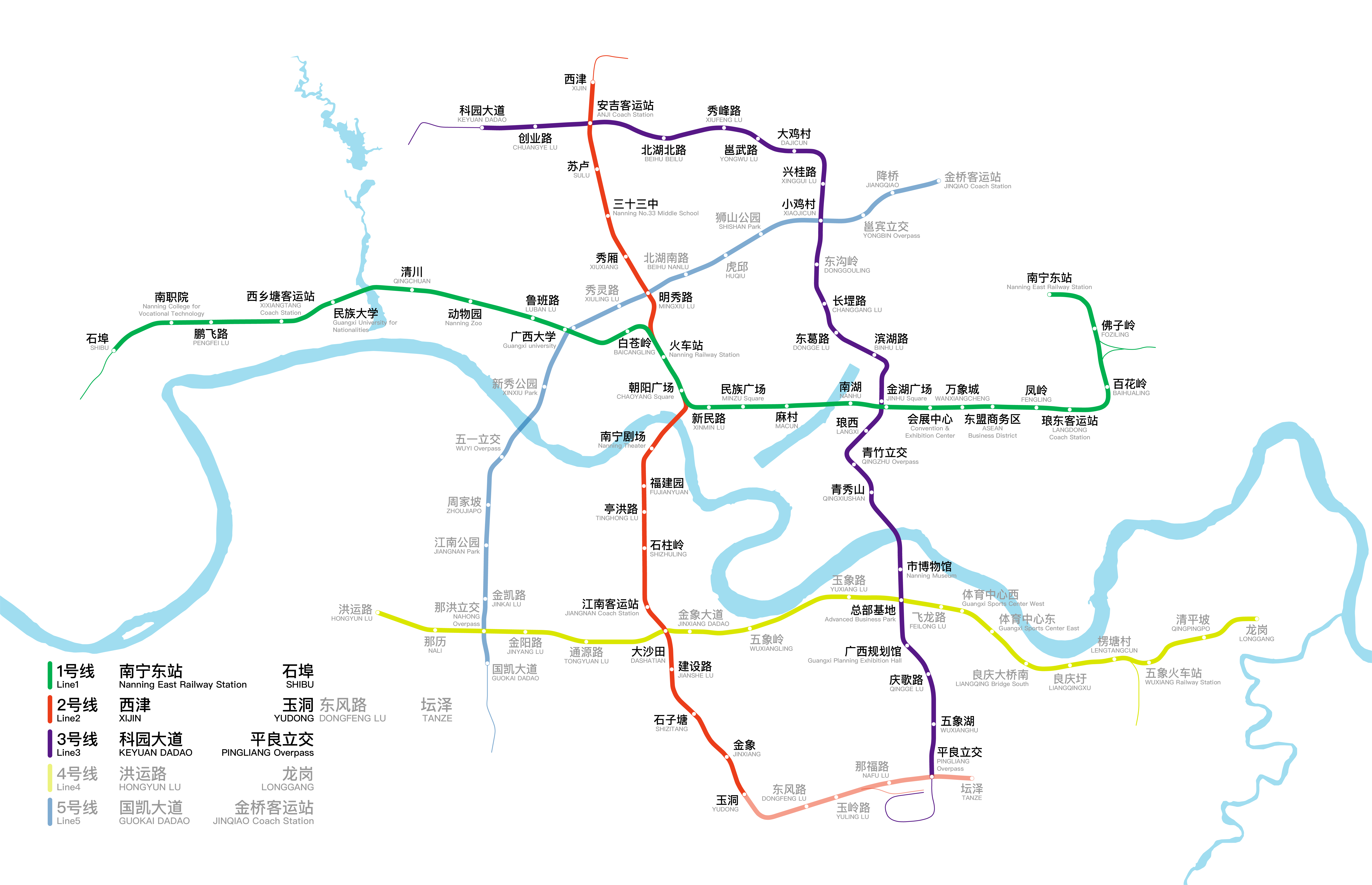
Plan du métro.

Établie en souterrain, Sulu est située sur la ligne 2 du métro de Nanning, entre la station Gare routière d'Anji (zh), en direction du terminus nord Xijin (zh), et la station École intermédiaire numéro 33 (zh), en direction du terminus sud Tanze.

## Histoire
Le tracé de la ligne est décidé en juin 2014, avec une première phase comprenant 18 stations pour 21,2 kilomètres, coûtant environ 15,5 milliards de yuans. Le 8 mars 2017, un ouvrier meurt dans la portion du chantier entre Théâtre de Nanning et Place Chaoyang. La ligne ouvre officiellement le 28 décembre 2017 avec 17 autres stations.

## Services aux voyageurs

### Accès et accueil
Située de part d'autre du boulevard Anji (安吉大道) et de la rue Jixing ouest (吉兴西路), ainsi que de la rue Xinfeng (新峰路), la station est accessible tous les jours, par quatre entrées différentes. Un ascenseur pour personnes handicapées est présent à la sortie B. La station souterraine dispose de deux étages et a un quai central.
Station souterraine, elle dispose de trois niveaux :
| Niveau 0   | Entrées et sorties                     | Entrées et sorties                                         |
| Sous-sol 1 | Salle d'accueil                        | Service à la clientèle, boutiques et guichet libre-service |
| Sous-sol 2 |                                        | Ligne 2 Voie 1 : En direction de Xijin (zh)                |
| Sous-sol 2 | Quai central                           |                                                            |
| Sous-sol 2 | Ligne 2 Voie 2 : En direction de Tanze |                                                            |

### Desserte
Les premiers et derniers trains à direction de Xijin sont à 7h07 et 23h43 et ceux à direction de Tanze sont à 6h34 et 23h04. Précédemment, avant l'extension de 2020, les premiers et derniers trains à direction de Xijin étaient à 6h56 et 23h32, tandis que ceux à direction de Yudong étaient à 6h34 et 23h04.

Installations et desserte
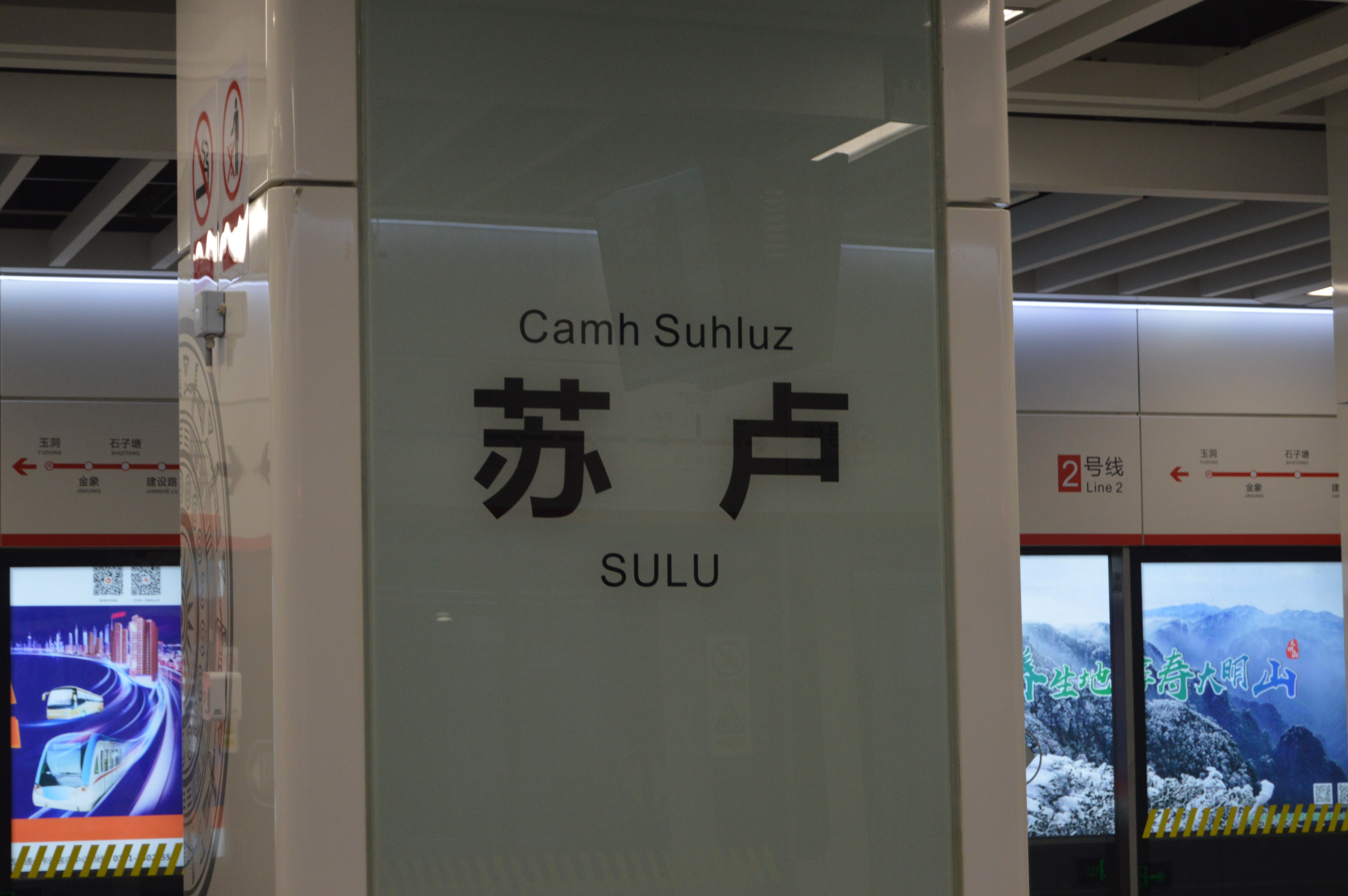
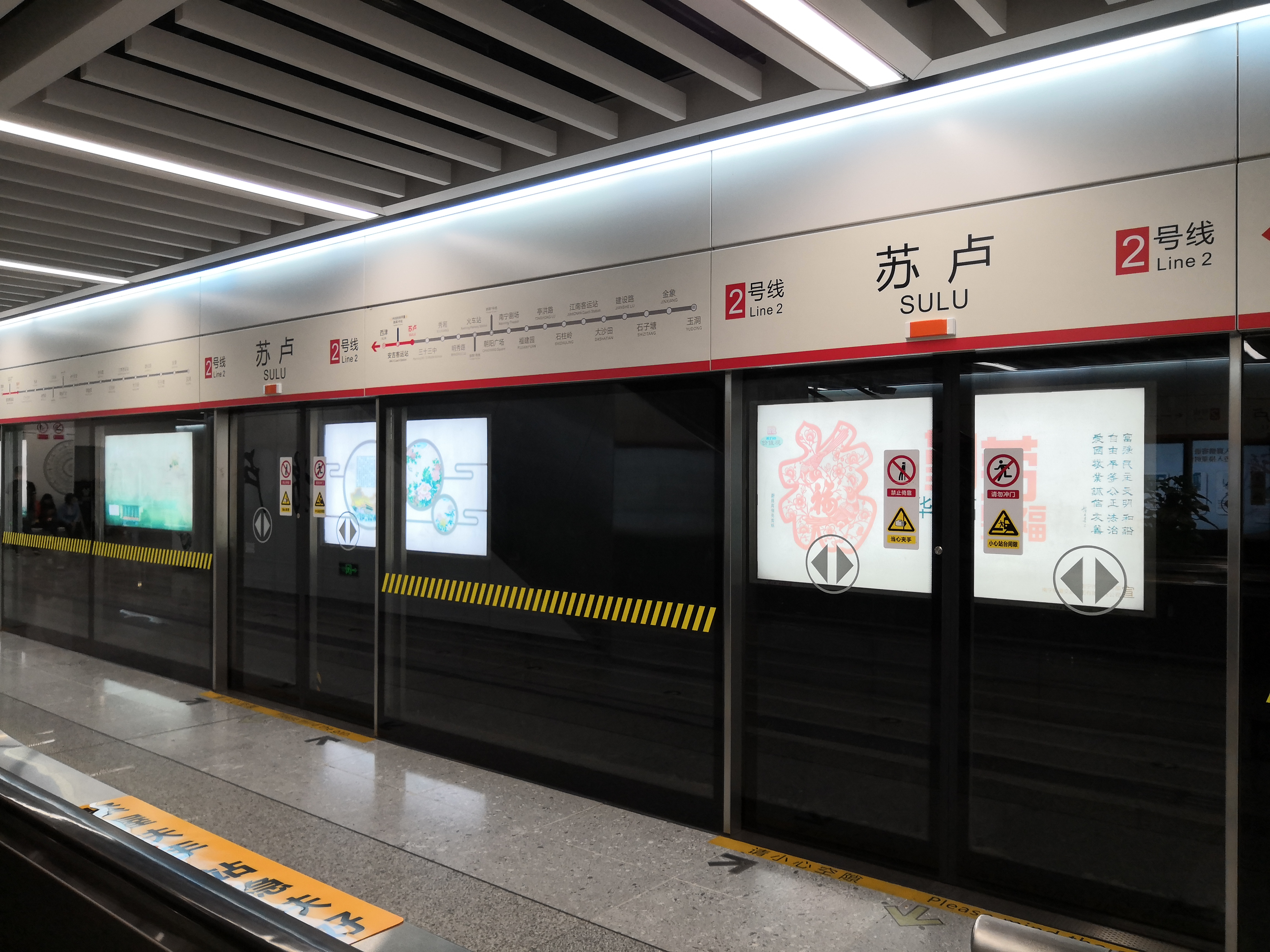

### Intermodalité
La station est desservie par les lignes 32, 54, 67, 80, 84, 90, 95, W6, 115, 603, 610, 801 et B206 du réseau d'autobus de Nanning.

## À proximité
| Numéro                                         | scope="col" Destinations proches                                                                                                 |
| ---------------------------------------------- | --- |
| Sortie A                                       | Fu'anjia Home Plaza (福安家家居广场), Quartier des concessionnaires automobiles (汽车市场)                                       |
| Sortie B                                       | Village de Sulu (苏卢村) |
| Sortie C                                       | Village de Sulu |
| Sortie D                                       | Spring City Home Plaza (春城家居广场), Dashanghui International Home Plaza (大商汇国际家居广场), Anji Wanda Plaza (安吉万达广场) |
| Légende： Ascenseur pour personnes handicapées | |